# مصانع الذخائر الباكستانية
مصانع الذخائر الباكستانية ( POF ) هي شركة كبرى للأسلحة النارية ومقاول دفاع يقع مقرها الرئيسي في واه كانت ، البنجاب ، باكستان.  تم وصفه بأنه "أكبر مجمع صناعي دفاعي تابع لوزارة الإنتاج الحربي، وينتج أسلحة تقليدية وذخيرة وفقًا للمعايير الدولية" من قبل حكومة باكستان. 
تأسست مصانع الذخائر الباكستانية من قبل حكومة باكستان بالتعاون المبكر مع مصنع الذخائر الملكي البريطاني السابق في عام 1951. تقوم بتصميم وتطوير وإنتاج وتصنيع وترويج مجموعة واسعة من أنواع مختلفة من أسلحة المشاة والأغراض الخاصة والمتفجرات والذخيرة ومدافع الهاون والصواريخ والمعدات العسكرية للجيش الباكستاني.  إن المصانع مملوكة ومدعومة من قبل وزارة الإنتاج الحربي التي تأتي قيادتها المؤسسية من تفويض من القيادة العامة للجيش في الجيش الباكستاني .  و تعد أقدم وواحدة من أكبر الشركات العسكرية في باكستان، وقد أثرت لاحقًا على العديد من الشركات العسكرية الأخرى في القوات المسلحة الباكستانية . 
وتقوم بإنتاج ذخيرة تلبي المتطلبات التي حددتها مواصفات الناتو .  بصرف النظر عن الأعمال العسكرية، تخدم أيضًا وكالات إنفاذ القانون المدنية، والقوات المسلحة المدنية ، وأسواق الأمن الخاصة على الصعيد الوطني. 

الشعار القديم لمصانع الذخائر الباكستانية

## أنظر أيضاً
- قائمة المعدات العسكرية المصنعة في باكستان
- قائمة الشركات المصنعة للأسلحة الحديثة
- قائمة الشركات المصنعة لبنادق لي إنفيلد
- الصناعات الثقيلة تاكسيلا
- منظمة العلوم والتكنولوجيا الدفاعية
- مجمع الطيران الباكستاني